# Jezioro Zawadzkie (Janowo)
Der Jezioro Zawadzkie ist ein See in der polnischen Gemeinde Janowo im Powiat Nidzicki in der Woiwodschaft Ermland-Masuren.
Am westlichen Ufer des Sees liegt Zawady, eine Ortschaft der Gemeinde Janowo.
Der See wurde vor 1945 auch als Sawadder See, Herzogsauer See oder Schönsee bezeichnet.